# Zentsūji

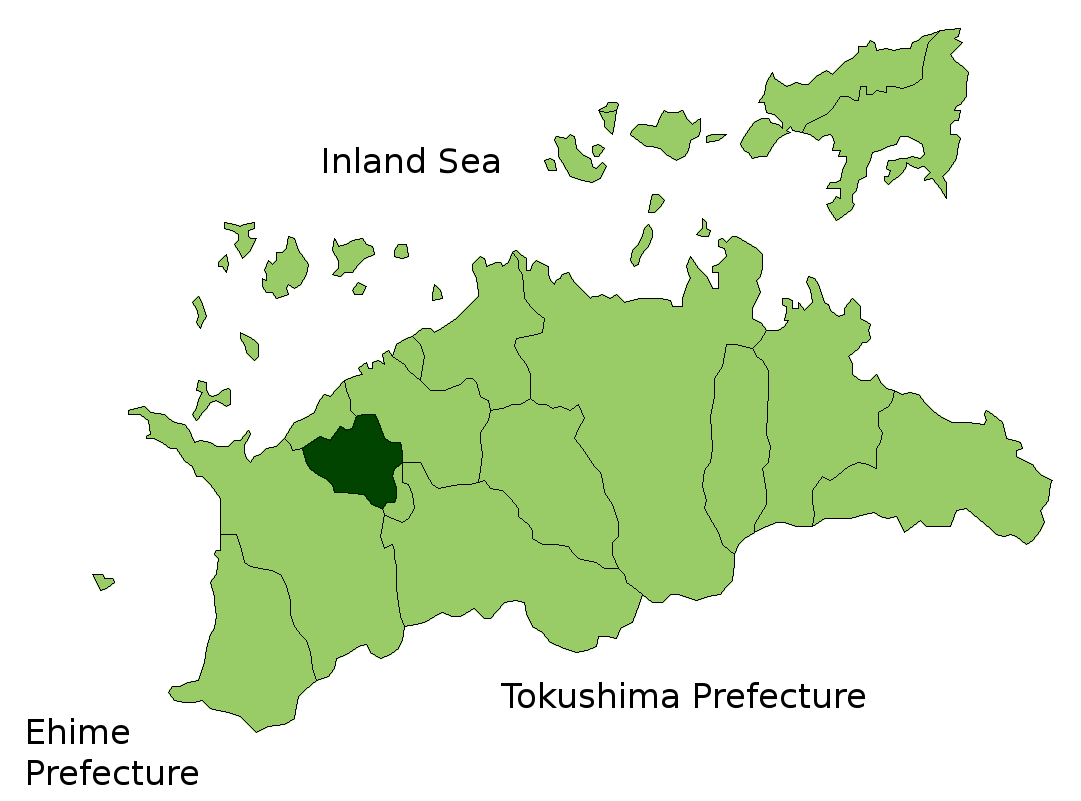

Zentsūji (善通寺市 Zentsūji-shi?) este un municipiu din Japonia, prefectura Kagawa.